# Иваницкий, Александр Владимирович
Алекса́ндр Влади́мирович Ивани́цкий (10 декабря 1937, Яровая, Сталинская область — не позднее 25 июля 2020[…], Московская область) — советский борец вольного стиля и самбист, чемпион и призёр чемпионатов СССР по вольной борьбе, призёр чемпионата СССР по самбо, многократный чемпион мира по вольной борьбе, олимпийский чемпион 1964 года, заслуженный мастер спорта СССР (1964).

## Биография
Родился 10 декабря 1937 года в селе Яровая (ныне Донецкая область, Украина). В детстве переехал в Ленинград, во время блокады Ленинграда был эвакуирован, по окончании войны вернулся в Ленинград. Жил в известном доме по адресу Лиговский проспект, 130 (так называемая «Дурдинка»). Борьбой начал заниматься в 1954 году и уже через месяц выиграл чемпионат Ленинграда по самбо.
На летних Олимпийских играх 1964 года в Токио боролся в весовой категории свыше 97 килограммов (тяжёлый вес). В схватках:
- в первом круге на 1-й минуте тушировал Санджаа Церендонина (Монголия);
- во втором круге выиграл решением судей у Ларри Кристоффа (США);
- в третьем круге на 3-й минуте тушировал Яноша Режняка (Венгрия);
- в четвёртом круге выиграл решением судей у Стефана Стингу (Румыния);
- в пятом круге в схватке с Лютви Ахмедовым (Болгария) была зафиксирована ничья, и по меньшему количеству штрафных баллов А. В. Иваницкий стал чемпионом Олимпийских игр;[5]

Четырёхкратный чемпион мира (1962, 1963, 1965, 1966), чемпион СССР (1964, 1965). Не проиграл ни одной схватки и ни одного балла зарубежным спортсменам. На соревнованиях различного уровня неоднократно встречался с Александром Медведем, победив и проиграв по одному разу; остальные встречи закончились вничью.
Окончил Ленинградский радиотехникум по специальности гидроакустик (1957), Государственный центральный институт физической культуры (1966), Академию общественных наук (факультет журналистики, 1979).
Член КПСС с 1964 года. После завершения спортивной карьеры в 1967 году был принят на работу в отдел спортивной и оборонно-массовой работы при ЦК ВЛКСМ на должность заместителя заведующего отделом и отвечал за развитие массовых подростковых соревнований «Кожаный мяч» и «Золотая шайба». В 1973 году был назначен главным редактором главной редакции спортивных программ Гостелерадио СССР. Принял активное участие в организации телевещания Олимпийских игр 1980 года в Москве. В 1991 году Иваницкий перешёл на созданный телеканал РТР, где возглавил спортивную редакцию «Арена». Член Бюро спортивных экспертов Евровидения.
По его собственным словам, причина его ухода с телевидения была следующей: «Чемпионат мира по лёгкой атлетике мы показывали в два часа ночи, чемпионат мира по борьбе в три часа ночи. Я пришёл к нашим руководителям: „Нужно вернуть спорт на достойное место“. Мне ответили: „На достойное место мы будем ставить те программы, которые приносят рекламу“. На что я сказал: „Тогда у публичной библиотеки нет никаких шансов выиграть у публичного дома“. И получил волчий билет».
С 1962 года  Иваницкий выступал в печати. Автор ряда книг, в том числе «Тайная сила ростка», «Удаль молодецкая», «Решающий поединок» (1981). Написал автобиографическую книгу «Ломаные уши». Автор документальных телефильмов («Залог победы», «Жизнь после жизни»). Занимался преподавательской деятельностью на факультете журналистики МГУ.
Жил в Москве. 22 июля 2020 года 82-летний Иваницкий пошёл в подмосковный лес за грибами и не вернулся. В результате поисков спасатели обнаружили тело олимпийского чемпиона 24 июля 2020 года. Он утонул, переплывая реку Вейна в районе Рузы.
Сын — Владимир Александрович Иваницкий (род. 1963) — российский спортивный комментатор, в разное время работавший на РТР, «НТВ-Плюс», «Матч ТВ». В 2024 году после скандального комментария в эфире был отстранён от работы на «Матч ТВ».

## Награды
- орден Трудового Красного Знамени (30.03.1965)
- орден Дружбы народов (1980)
- медаль ордена «За заслуги перед Отечеством» II степени (08.05.1996)[15]
- другие медали

## Выступления на чемпионатах страны
- Чемпионат СССР по самбо 1960 года — ;
- Чемпионат СССР по вольной борьбе 1960 года — ;
- Чемпионат СССР по вольной борьбе 1961 года — ;
- Чемпионат СССР по вольной борьбе 1962 года — ;
- Вольная борьба на летней Спартакиаде народов СССР 1963 года — ;
- Чемпионат СССР по вольной борьбе 1964 года — ;
- Чемпионат СССР по вольной борьбе 1965 года — ;
- Чемпионат СССР по вольной борьбе 1966 года — ;